# Mopothila ardalus
Mopothila ardalus är en fjärilsart som beskrevs av Druce 1891. Mopothila ardalus ingår i släktet Mopothila och familjen nattflyn. Inga underarter finns listade i Catalogue of Life.